# Benvenuto Tisi da Garofalo

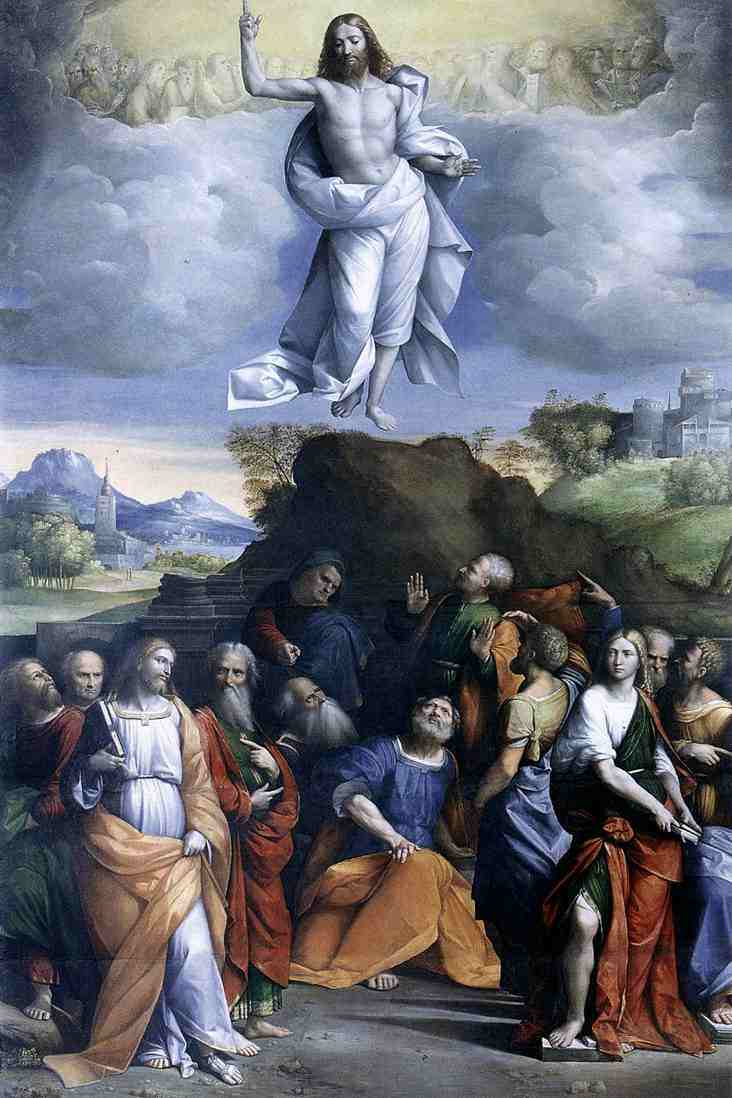
La Ascensión de Cristo, Roma, Palazzo Barberini.

Benvenuto Tisi da Garofalo, conocido como Garofalo e Il Garofalo, (Ferrara, ¿1481? – Ferrara, 6 de septiembre de 1559) fue un pintor italiano perteneciente a la Escuela de Ferrara. Trabajó para la corte de la Casa de Este, a la sazón duques de Ferrara y Módena. El apodo Garofalo se debe a la localidad homónima, presumiblemente su lugar de nacimiento. Ocasionalmente firmaba sus cuadros con un pequeño anagrama en forma de clavel (garofano significa «clavel» en italiano).

## Biografía
Benvenuto Tisi nace en Ferrara o (según se deduce de su apodo) en la localidad de Garofalo, actualmente perteneciente a Canaro en la provincia de Rovigo. Su fecha de nacimiento tampoco es segura; hacia 1491 era aprendiz (del poco conocido Domenico Panetti) y de ello se presupone que pudo nacer hacia 1481, ya que en aquella época los artistas iniciaban su formación a edad infantil. Otras fuentes adelantan su nacimiento en cinco años, a 1476.
Garofalo fue un artista muy viajero. En 1495 trabajaba en Cremona bajo dirección de Boccaccio Boccaccino, quien le familiarizó con el colorido de los pintores venecianos. En 1500 viajó a Roma por primera vez, si bien fue una estancia corta pues en 1501 se trasladó a Bolonia, donde trabajó durante dos años en el taller de Lorenzo Costa el Viejo. En 1504 regresó a Ferrara, donde trabajó con Dosso y Battista Dossi. En 1506 se trasladó a Mantua, y posiblemente a Venecia dos años después. 
Hacia 1512, Garofalo estaba nuevamente en Roma, invitado por Girolamo Sacrati, un miembro de la corte del papa Julio II. Así conoció Garofalo a Rafael Sanzio, una relación que explicaría su evolución hacia un clasicismo estilizado que recuerda a Giulio Romano. También esta estancia fue breve, porque hacia el mismo año ya debía de estar de vuelta en Ferrara, donde realizó numerosas obras para el duque Alfonso de Este y para las iglesias de la ciudad. Hacia 1529-30 se casó, con Caterina Scoperti. 
Parece que hacia 1520 tuvo por discípulo a Girolamo da Carpi, quien colaboró con él en algunos proyectos en el decenio 1530-40. Garofalo perdió la vista del ojo derecho en 1531, aunque siguió pintando hasta que quedó completamente ciego en 1550. Murió nueve años después y fue sepultado en la basílica de Santa Maria in Vado de Ferrara, si bien sus restos se trasladaron en 1829 al cementerio de la Cartuja de Ferrara. En 1841 se le erigió un monumento en el Patio de Hombres Ilustres de la citada cartuja. 
Garofalo fue un autor prolífico y famoso, y Giorgio Vasari incluyó su biografía en su famosas Vite de artistas.

## Galería de obras

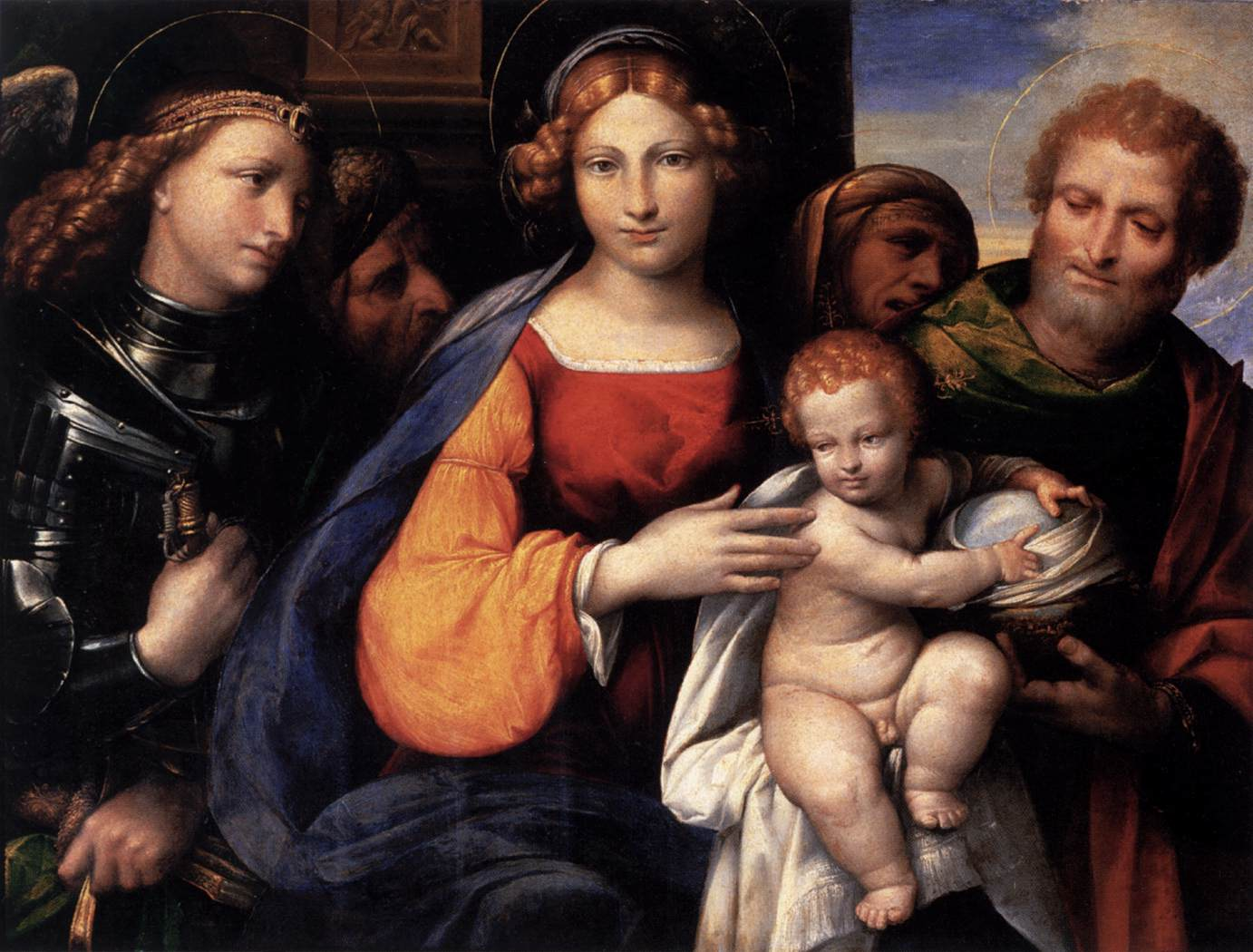
La Virgen y el Niño con los santos Miguel y José (Roma, Galería Borghese)
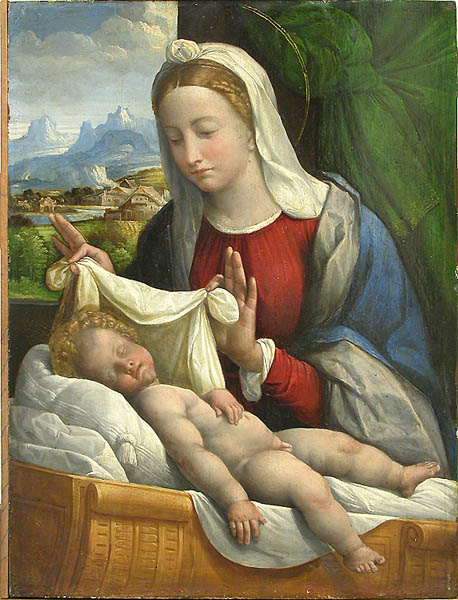
La Virgen con el Niño dormido (París, Louvre)
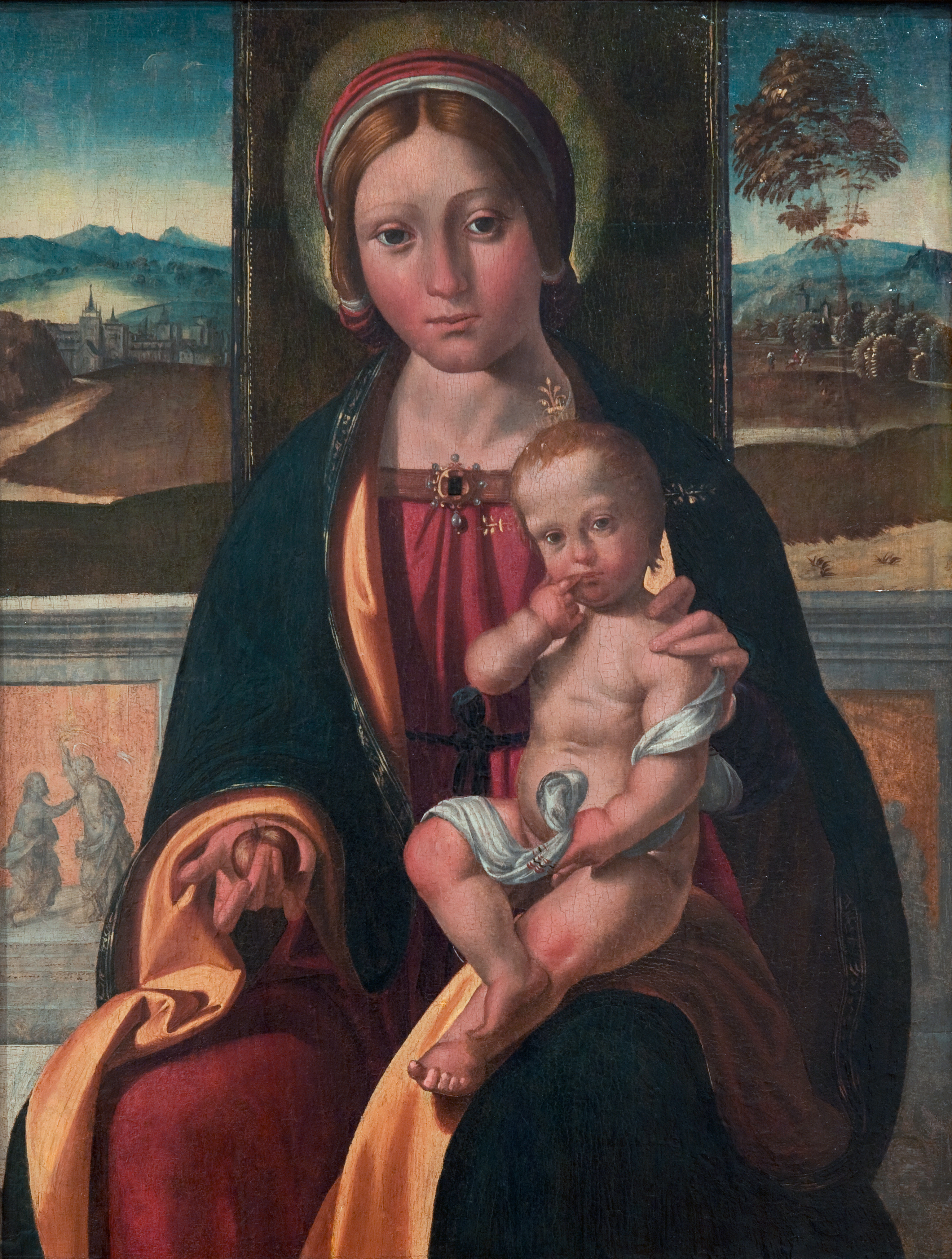
La Virgen con el Niño (Statens Museum for Kunst)
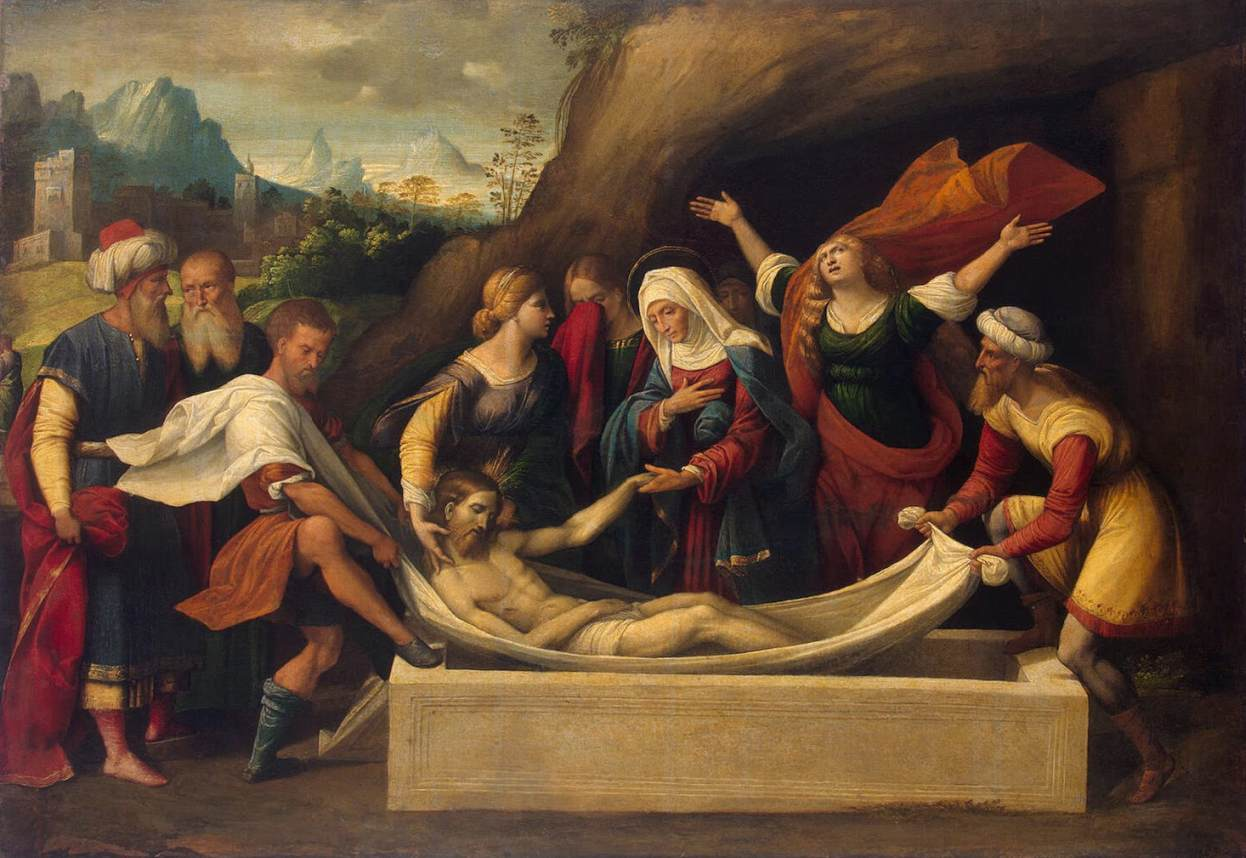
Entierro de Cristo (San Petersburgo, Museo del Hermitage)
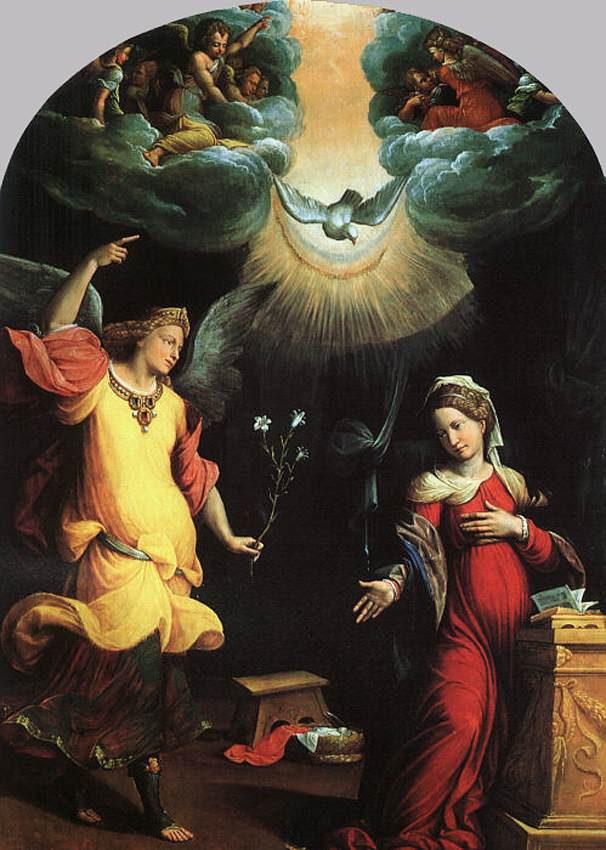
Anunciación (Milán, Pinacoteca di Brera)
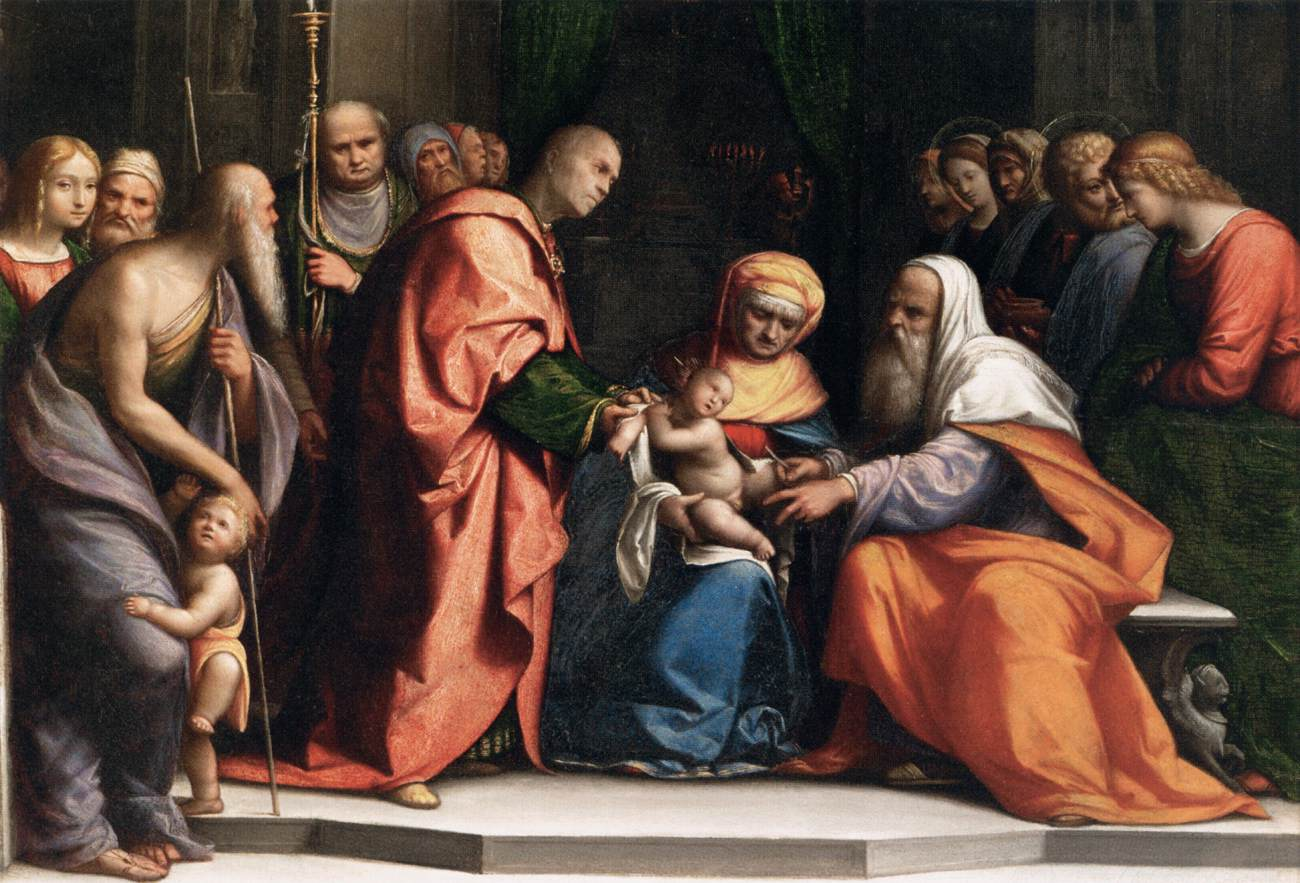
Circuncisión (París, Louvre)
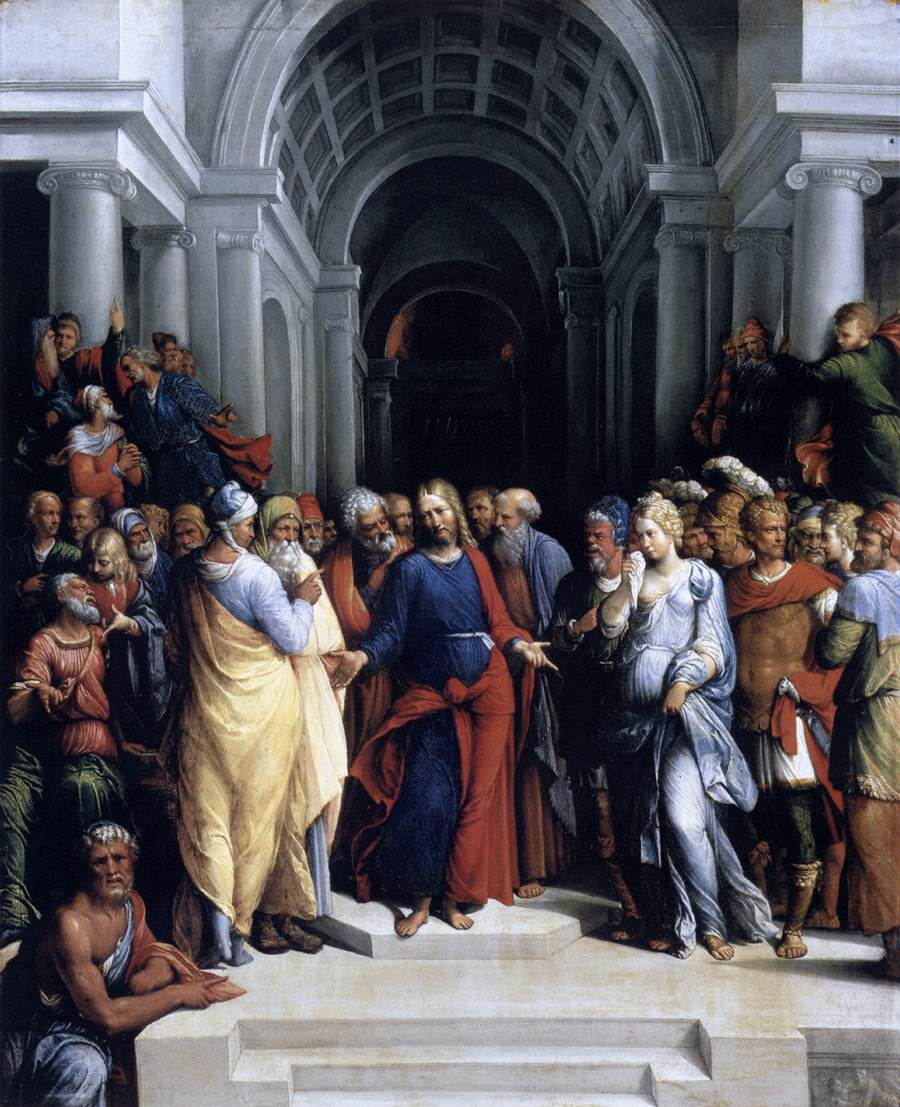
Cristo y la adúltera (Museo de Bellas Artes de Budapest)